# Liste der Bodendenkmäler in Egg an der Günz
Auf dieser Seite sind die Bodendenkmäler in der schwäbischen Gemeinde Egg an der Günz zusammengestellt. Diese Tabelle ist eine Teilliste der Liste der Bodendenkmäler in Bayern. Grundlage ist die Bayerische Denkmalliste, die auf Basis des Bayerischen Denkmalschutzgesetzes vom 1. Oktober 1973 erstmals erstellt wurde und seither durch das Bayerische Landesamt für Denkmalpflege geführt wird. Die folgenden Angaben ersetzen nicht die rechtsverbindliche Auskunft der Denkmalschutzbehörde.

## Bodendenkmäler in Egg an der Günz
| Lage                       | Objekt | Akten-Nr.     | Bild           |
| -------------------------- | --- | ------------- | -------------- |
| (Standort)                 | Siedlung der römischen Kaiserzeit.                                                                                         | D-7-7827-0033 |                |
| (Standort)                 | Mittelalterliche und frühneuzeitliche Befunde im Bereich der katholischen Kuratiekirche St. Sebastian in Engishausen.      | D-7-7827-0064 | weitere Bilder |
| Dr.-Eck-Platz 4 (Standort) | Mittelalterliche und frühneuzeitliche Befunde im Bereich der katholischen Pfarrkirche St. Bartholomäus in Egg an der Günz. | D-7-7927-0044 | weitere Bilder |